# 100 meter för damer i friidrott vid olympiska sommarspelen 1984
100 meter för damer vid olympiska sommarspelen 1984 i Los Angeles avgjordes 5 augusti. 

## Medaljörer
| Gren      | Guld                 | Guld  | Silver            | Silver | Brons                   | Brons |
| 100 meter | Evelyn Ashford · USA | 10,97 | Alice Brown · USA | 11,13  | Merlene Ottey · Jamaica | 11,16 |

## Resultat
- Q innebär avancemang utifrån placering i heatet.
- q innebär avancemang utifrån total placering.
- DNS innebär att personen inte startade.
- DNF innebär att personen inte fullföljde.
- DQ innebär diskvalificering.
- NR innebär nationellt rekord.
- OR innebär olympiskt rekord.
- WR innebär världsrekord.
- WJR innebär världsrekord för juniorer
- AR innebär världsdelsrekord (area record)
- PB innebär personligt rekord.
- SB innebär säsongsbästa.

### Försöksheat
- Hölls 1984-08-04

| Placering | Heat 1                      | Tid   |
| --------- | --------------------------- | ----- |
| 1.        | Jeanette Bolden (USA)       | 11,25 |
| 2.        | Rose-Aimée Bacoul (FRA)     | 11.36 |
| 3.        | Els Vader (NED)             | 11.43 |
| 4.        | Gillian Forde (TRI)         | 11.76 |
| 5.        | Ruth Enang Mesode (CMR)     | 11.81 |
| 6.        | Semra Aksu (TUR)            | 11.86 |
| 7.        | Barbara Ingiro (PNG)        | 12.19 |
| 8.        | Eugenia Osho-Williams (SLE) | 12.57 |

| Placering | Heat 2                          | Tid   |
| --------- | ------------------------------- | ----- |
| 1.        | Pauline Davis (BAH)             | 11,51 |
| 2.        | Juliet Cuthbert (JAM)           | 11.83 |
| 3.        | Christa Schumann-Lottmann (GUA) | 12.04 |
| 4.        | Françoise M'Pika (CGO)          | 12.54 |
| 5.        | Binta Jambane (MOZ)             | 12.55 |
| 6.        | Miriama Tuisorisori (FIJ)       | 13.04 |

| Placering | Heat 3                     | Tid        |
| --------- | -------------------------- | ---------- |
| 1.        | Evelyn Ashford (USA)       | 11,06      |
| 2.        | Grace Jackson (JAM)        | 11.24      |
| 3.        | Heather Oakes (GBR)        | 11.32      |
| 4.        | Teresa Rioné (ESP)         | 11.55      |
| 5.        | France Gareau (CAN)        | 11.66      |
| 6.        | Doris Wiredu (GHA)         | 11.85      |
| 7.        | Jabou Jawo (GAM)           | 12.10 (NR) |
| 8.        | Walapa Tangjitnusorn (THA) | 12.18      |

| Placering | Heat 4                 | Tid   |
| --------- | ---------------------- | ----- |
| 1.        | Alice Brown (USA)      | 11,15 |
| 2.        | Liliane Gaschet (FRA)  | 11.42 |
| 3.        | Angela Bailey (CAN)    | 11.56 |
| 4.        | Esmeralda García (BRA) | 11.63 |
| 5.        | Cécile Ngambi (CMR)    | 11.67 |
| 6.        | Evelyn Farrell (AHO)   | 11.94 |
| 7.        | Lee Yeong-Suk (KOR)    | 12.06 |
| 8.        | Divina Estrella (DOM)  | 12.25 |

| Placering | Heat 5                         | Tid   |
| --------- | ------------------------------ | ----- |
| 1.        | Angella Taylor-Issajenko (CAN) | 11,23 |
| 2.        | Helinä Marjamaa (FIN)          | 11.43 |
| 3.        | Shirley Thomas (GBR)           | 11.91 |
| 4.        | Felicia Candelario (DOM)       | 12.12 |
| 5.        | Nzaeli Kyomo (TAN)             | 12.26 |
| 6.        | Maya Bentzur (ISR)             | 12.30 |
| 7.        | Grace Ann Dinkins (LBR)        | 12.35 |
| 8.        | Gisèle Ongollo (GAB)           | 12.40 |

| Placering | Heat 6                   | Tid   |
| --------- | ------------------------ | ----- |
| 1.        | Merlene Ottey-Page (JAM) | 11,26 |
| 2.        | Heidi-Elke Gaugel (FRG)  | 11.38 |
| 3.        | Marie-France Loval (FRA) | 11.51 |
| 4.        | Eldece Clarke (BAH)      | 11.61 |
| 5.        | Angela Williams (TRI)    | 11.74 |
| 6.        | Lydia de Vega (PHI)      | 11.85 |
| 7.        | Ruperta Charles (ANT)    | 12.04 |
| 8.        | Marie-Ange Wirtz (SEY)   | 12.61 |

### Kvartsfinaler
- Hölls 1984-08-04

| Placering | Heat 1                  | Tid   |
| --------- | ----------------------- | ----- |
| 1.        | Evelyn Ashford (USA)    | 11,21 |
| 2.        | Angela Bailey (CAN)     | 11.47 |
| 3.        | Heidi-Elke Gaugel (FRG) | 11.50 |
| 4.        | Liliane Gaschet (FRA)   | 11.51 |
| 5.        | Els Vader (NED)         | 11.56 |
| 6.        | Angela Williams (TRI)   | 11.89 |
| 7.        | Doris Wiredu (GHA)      | 12.00 |
| 8.        | Binta Jambane (MOZ)     | 12.57 |

| Placering | Heat 2                         | Tid   |
| --------- | ------------------------------ | ----- |
| 1.        | Merlene Ottey-Page (JAM)       | 11,21 |
| 2.        | Rose-Aimée Bacoul (FRA)        | 11.37 |
| 3.        | Angella Taylor-Issajenko (CAN) | 11.42 |
| 4.        | Cécile Ngambi (CMR)            | 11.82 |
| 5.        | Gillian Forde (TRI)            | 11.86 |
| 6.        | Lydia de Vega (PHI)            | 11.97 |
| 7.        | Shirley Thomas (GBR)           | 12.13 |
| 8.        | Francoise Mpika (CGO)          | 12.60 |

| Placering | Heat 3                         | Tid   |
| --------- | ------------------------------ | ----- |
| 1.        | Alice Brown (USA)              | 11,35 |
| 2.        | Helinä Marjamaa (FIN)          | 11.51 |
| 3.        | Heather Oakes (GBR)            | 11.54 |
| 4.        | Juliet Cuthbert (JAM)          | 11.71 |
| 5.        | Eldece Clarke (BAH)            | 11.85 |
| 6.        | France Gareau (CAN)            | 11.88 |
| 7.        | Christa Schumann-Lottman (GUA) | 12.23 |

| Placering | Heat 4                   | Tid   |
| --------- | ------------------------ | ----- |
| 1.        | Grace Jackson (JAM)      | 11,38 |
| 2.        | Jeanette Bolden (USA)    | 11.42 |
| 3.        | Marie-France Loval (FRA) | 11.56 |
| 4.        | Pauline Davis (BAH)      | 11.61 |
| 5.        | Teresa Rione (GBR)       | 11.76 |
| 6.        | Esmeralda Garcia (BRA)   | 11.82 |
| 7.        | Ruth Enang Mesode (CMR)  | 12.02 |
| 8.        | Nzaeli Kyomo (TAN)       | 12.53 |

### Semifinaler
- Hölls 1984-08-05

| Placering | Heat 1                         | Tid   |
| --------- | ------------------------------ | ----- |
| 1.        | Evelyn Ashford (USA)           | 11,03 |
| 2.        | Merlene Ottey-Page (JAM)       | 11.17 |
| 3.        | Grace Jackson (JAM)            | 11.27 |
| 4.        | Angella Taylor-Issajenko (CAN) | 11.36 |
| 5.        | Helinä Marjamaa (FIN)          | 11.37 |
| 6.        | Marie-France Loval (FRA)       | 11.64 |
| 7.        | Liliane Gaschet (FRA)          | 11.68 |
| 8.        | Cécile Ngambi (CMR)            | 11.91 |

| Placering | Heat 2                  | Tid   |
| --------- | ----------------------- | ----- |
| 1.        | Alice Brown (USA)       | 11,31 |
| 2.        | Jeanette Bolden (USA)   | 11.48 |
| 3.        | Angela Bailey (CAN)     | 11.54 |
| 4.        | Heather Oakes (GBR)     | 11.57 |
| 5.        | Rose-Aimée Bacoul (FRA) | 11.58 |
| 6.        | Heidi-Elke Gaugel (FRG) | 11.62 |
| 7.        | Pauline Davis (BAH)     | 11.70 |
| 8.        | Juliet Cuthbert (JAM)   | 11.80 |

### Final
| Placering | Final                          | Tid        |
| --------- | ------------------------------ | ---------- |
|           | Evelyn Ashford (USA)           | 10,97 (OR) |
|           | Alice Brown (USA)              | 11,13      |
|           | Merlene Ottey-Page (JAM)       | 11,16      |
| 4.        | Jeanette Bolden (USA)          | 11,25      |
| 5.        | Grace Jackson (JAM)            | 11,39      |
| 6.        | Angela Bailey (CAN)            | 11,40      |
| 7.        | Heather Oakes (GBR)            | 11,43      |
| 8.        | Angella Taylor-Issajenko (CAN) | 11,62      |